# Marruecos en los Juegos Paralímpicos de Londres 2012
Marruecos estuvo representado en los Juegos Paralímpicos de Londres 2012 por un total de 30 deportistas, 24 hombres y seis mujeres.

## Medallistas
El equipo paralímpico marroquí obtuvo las siguientes medallas:
| Nombre          | Deporte   | Evento               |
| --------------- | --------- | -------------------- |
| Oro             |           |                      |
| Nayat El-Garaa  | Atletismo | Disco F40 femenino   |
| El-Amin Chentuf | Atletismo | 5000 m T12 masculino |
| Azedin Nuiri    | Atletismo | Peso F34 masculino   |
| Plata           |           |                      |
| —               |           |                      |
| Bronce          |           |                      |
| Nayat El-Garaa  | Atletismo | Peso F40 femenino    |
| Mohamed Amgun   | Atletismo | 400 m T13 masculino  |
| Abdalá Mam      | Atletismo | 800 m T13 masculino  |